# Tamopsis petricola
Tamopsis petricola là một loài nhện trong họ Hersiliidae. T. petricola được miêu tả năm 1995 bởi Martin Baehr & Barbara Baehr.